# بیمارستان ایرانمهر (سراوان)
بیمارستان ایرانمهر بیمارستانی دولتی درمانی واقع در شهر سراوان، استان سیستان و بلوچستان وابسته به دانشگاه علوم پزشکی زاهدان است. در حال حاضر معاونت کل بیمارستان برعهده مهندس محمد اربابی  سرجو است.